# Süseler Schanze

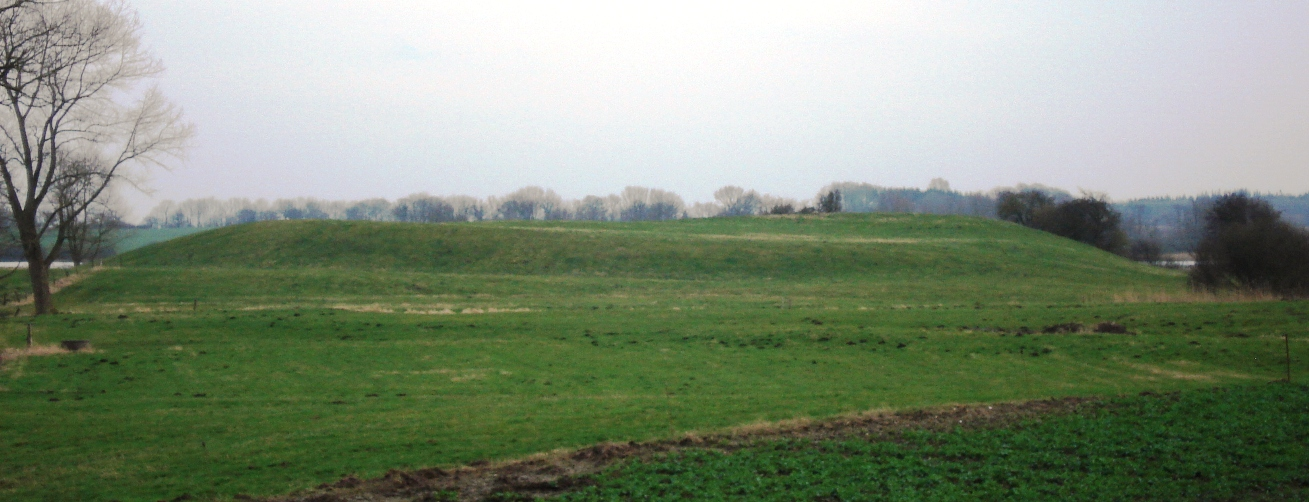
Die Süseler Schanze – aus Norden

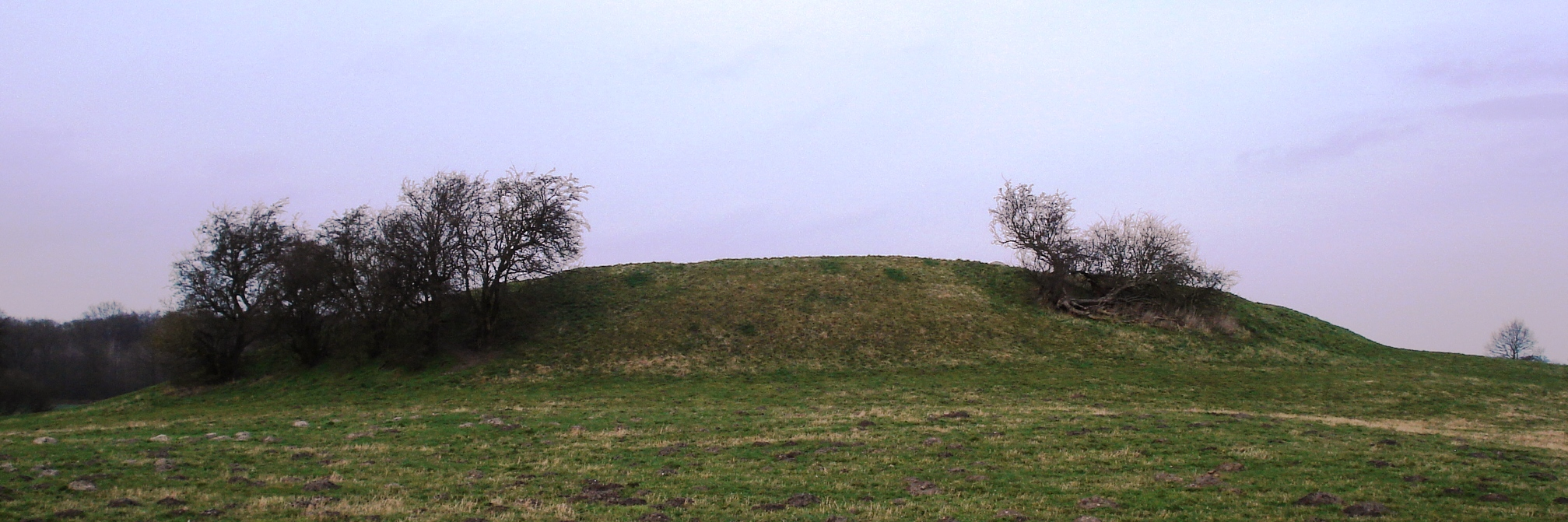
Die Süseler Schanze – aus Süden

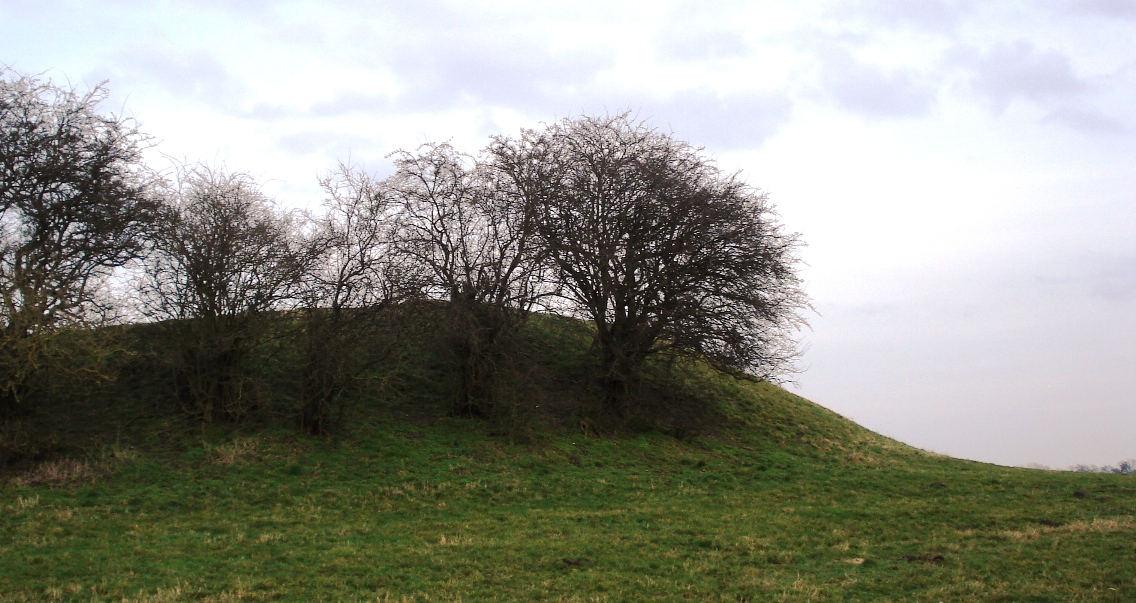
Die Süseler Schanze – Der Südwall aus Westen

Als Süseler Schanze werden die Reste eines wendischen Ringwalles auf einer Halbinsel am nördlichen Ufer des Süseler Sees bei Süsel in Schleswig-Holstein bezeichnet. Der slawische Name lautete wahrscheinlich Suislegrad (lat. Suislecrane). Die Anlage liegt auf dem Gebiet der Gemeinde Sierksdorf. Die Halbinsel erstreckt sich in südliche Richtung in den See hinein, so dass das Gelände von drei Seiten von Wasser umgeben ist.
Erkennbar sind Reste von Wällen und Gräben. Die Reste des ovalen Ringwalles, der in großen Teilen im 19. Jahrhundert abgetragen wurde, haben einen Durchmesser von etwa 70 bis 95 Meter.  Etwa 60 m nördlich des Ringwalles (auf der dem Land zugewandten Seite) ist noch ein gebogener Wall der Vorburg erkennbar.
Aufgrund der gefundenen Keramikreste wird die Anlage auf das 7. bis 12. Jahrhundert n. Chr. datiert.
Die Reste der Anlage sind heute als Bodendenkmal geschützt.

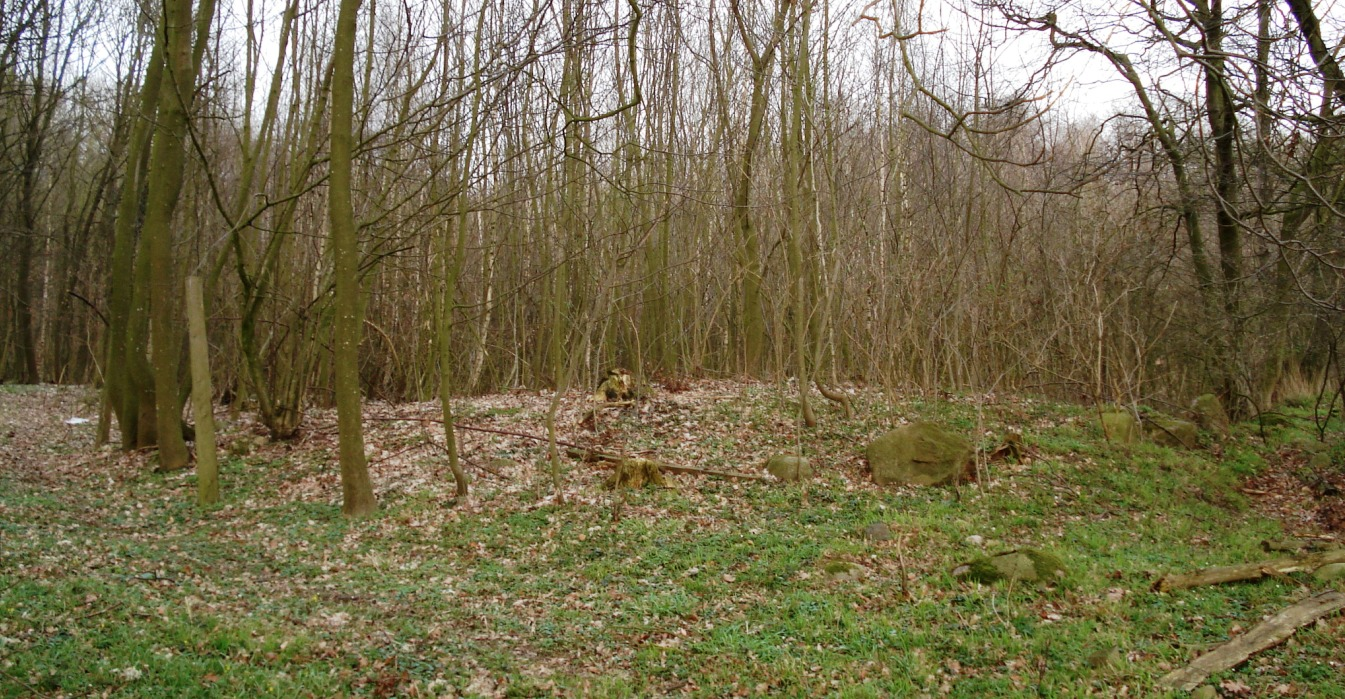
Grabhügel in der Nähe der Süseler Schanze

Im Waldstück nördlich der Halbinsel befinden sich drei slawische Grabhügel, die von Steinen eingefasst sind.